# جون براونينج
جون براونينج (بالإنجليزية: John Browning)‏ هو موسيقي وعازف بيانو أمريكي، ولد في 23 مايو 1933 في دنفر في الولايات المتحدة، وتوفي في 26 يناير 2003 في سيستر باي في الولايات المتحدة.

## وصلات خارجية
- جون براونينج على موقع ميوزك برينز (الإنجليزية)
- جون براونينج على موقع ديسكوغز (الإنجليزية)